# 弗倫奇坎普 (密西西比州)
弗倫奇坎普（英語：French Camp）是位於美國密西西比州喬克托縣的城鎮。

## 人口
根據2020年美國人口普查的數據，弗倫奇坎普的面積為2.56平方千米，當中陸地面積為2.54平方千米，而水域面積為0.02平方千米。當地共有人口256人，而人口密度為每平方千米100人。